# Valerijin park
Valerijin park (tal. Parco di Valeria), gradski perivoj u Puli u neposrednoj blizini Amfiteatra. Nastao je u razdoblju od 1890. do 1893. godine kao posljedica širenja parkovnog zelenila prema Amfiteatru. Valerijin park logični je nastavak Titovog parka koji se nalazi s jugozapadne strane. Nakon dovršetka podizanja predstavljao je vrhunac parkovne umjetnosti toga doba u Puli. Sredstva za podizanje parka osigurana su općinskom odlukom 1890. godine o izdvajanju po 2.000 forinti tijekom tri godine. Perivoj je dobio ime u spomen na kraljicu Valeriju.

## Izgled parka
Park je trokutastog oblika, a smješten je ispod samog rimskog Amfiteatra, između glavnih uličnih pravaca na ulasku u grad, pa je stoga bio i ostao odredište svih posjetitelja. Prema katastarskoj karti iz 1911. sastojao se od 5 polja četverokutnih i trokutastih oblika te četiri trakastih površina uz prometnice. Trakaste površine bile su zasađene visokom živom ogradom od zimzelenih vrsta šišanih na visini od 1 m kako bi se sačuvala intimnost perivoja. Čitav je perivoj bio zbirka topijarno šišanih geometrijskih oblika (kugle, kocke, kvadrata, stošci, polukugle) za što su korišteni lovor, bekovina, šimšir, kalina. Staze su, za razliku od drugih povijesnih perivoja u Puli, bile pravilne i sjekle su se pod pravim kutom. Bile su pošljunčene i vodile su do središnjega platoa uz čiji su rub bile postavljene klupe. Staze su bile odijeljene od travnjaka niskom žicom napetom na stupiće. Suvišna voda odvodila se bočno postavljenim slivnicima koji su sprječavali odnošenje tucanika (sitnog šljunka) tijekom jačih kiša.
Središnji motiv u perivoju bio je vodoskok u kojem je 1897. postavljen mjedeni kip Amora u školjci na leđima dviju morskih nemani. Ovaj je kip uklonjen nakon samo nekoliko godina, a na njegovo mjesto postavljen je 1904. spomenik austrijskoj carici Elizabeti. Spomenik je bio visok oko 3,5 metara, a bio je postavljen na isto toliko visokom postolju. Godine 1934. je srušen i uklonjen da bi 1940. na njegovo mjesto bila postavljena mjedena rimska vučica s Romulom i Remom. Nakon oslobođenja talijanske vlasti odnijele su spomenik. Na njegovo je mjesto 1953. postavljen spomenik Mornaru u znak sjećanja na pobunu mornara u Boki kotorskoj iz 1918. godine. Ovaj spomenik je također maknut 1995. godine, a uskoro je ponovno vraćen na isto mjesto. Za vrijeme talijanske vladavine perivoj je nosio ime princa Umberta.
Biljne vrste sađene u ovom perivoju bile su slične onima u perivoju Monte Zaro. Tu se mogu naći cedrovi, čempresi, juka, velika i mala žumara, lovor, oleandar, tisa i bekovina. U doba talijanske vlasti 1930-ih godina s donje strane perivoja prema obali posađen je drvored crnika, koji i danas postoji. 
Poslije Drugoga svjetskoga rata u perivoju je primijenjena metoda slobodnoga rasta bilja pa je on ubrzo poprimio prirodan divlji izgled izgubivši svoju prvotnu urednost i izvorni izgled. Rubno postavljene visoke živice potpuno su pokrile poglede u perivoj pa je on dobio više izgled šumarka nego brižljivo njegovanoga perivoja. Grmovi bekovine i lovora dostigli su visinu od tri i više metara. Živica od lovora iza spomenika Mornaru uklonjena je 1959. i izgrađena je prilazna staza sa stubištem od spomenika prema cesti s gornje strane perivoja. Tijekom 1960-ih trakaste površine su pripojene pripadajućim pravilnim površinama, a dva veća perivojna polja prema Areni spojena su u jedno veliko. Takav je oblik perivoj zadržao do današnjih dana, osim postojanja jedne krivudave kamene staze uz desni rub perivoja, koja vodi od obale prema Areni.

## Valerijin park danas
Perivoj danas čine četiri polja. U perivoju je 1970-ih godina bilo nazočno 20 vrsta bilja, a najzastupljenije su bile grmolike palme, juka, lovor, oleandar i bekovina. Devet desetina biljnih vrsta u parku čine zimzelene vrste. 
Tijekom 1970-ih godina perivoj je imao ukupnu površinu od 5.270 m2 koju je zadržao do današnjih dana. Na staze otpada 480 m2, a 4.790 m2 je pod biljnim pokrovom.
Zimi 1995. i 1996. godine grmovi lovora su orezani (totalna resurekcija). Lijepo su se pomladili i sada se drže na visini od jednog metra. Perivoju je vraćena preglednost, a pogledi su se ponovno otvorili. Nakon jake zime 1997. godine dosta su bili oštećeni nadzemni dijelovi oleandra koji su se nakon resurekcijskog orezivanja zavidno poljepšali.

## Poveznice
- Park pod Arenom